# Duncan Falls
Duncan Falls – jednostka osadnicza w Stanach Zjednoczonych, w stanie Ohio, w hrabstwie Muskingum.